# Take Care & Control
Take Care & Control è un album dei Death In June, pubblicato nel 1998.

## Il disco
Il disco è frutto della collaborazione con Albin Julius, leader del gruppo austriaco Der Blutharsch, Con il quale Douglas Pearce tornerà a collaborare anche nell'album successivo, Operation Hummingbird.

## Tracce

### Lato 1
1. "Smashed To Bits (In the Peace of the Night)" - 4:49
2. "Little Blue Butterfly" - 4:05
3. "The Bunker" - 3:08
4. "Kameradschaft" - 4:22
5. "Frost Flowers" - 3:11
6. "A Slaughter of Roses" - 3:13

### Lato 2
1. "The November Men" - 7:44
2. "Power Has a Fragrance" - 3:47
3. "Despair" - 2:23
4. "The Odin Hour" - 4:00
5. "The Bunker, Empty" - 2:56
6. "Wolf Angel" - 3:02

### "Kameradschaft"
CD singolo composto da 4 tracce accluso alla versione in vinile del disco
1. "Kameradschaft 1" - 4:01
2. "Satan's Feast" - 4:35
3. "Kameradschaft 2" - 4:02
4. "To Drown a Rose" (con John Balance alla voce) - 4:21